# Renato Cesarini
Renato Cesarini (Senigallia, 11 de abril de 1906-Buenos Aires, 29 de marzo de 1969) fue un jugador de fútbol italiano naturalizado argentino que jugó en Chacarita Juniors, Juventus y River Plate, y en las selecciones nacionales de ambos países, en las décadas de 1920 y 1930. Con la Juventus ganó cinco campeonatos nacionales consecutivos (1930-31, 1931-32, 1932-33, 1933-34 y 1934-35), integrando el equipo con otros dos argentinos, Luis Monti y Raimundo Orsi. Se destacó también como director técnico (9 títulos) y como organizador de escuelas para jóvenes futbolistas.
La expresión "zona Cesarini", para referirse a los últimos minutos de un partido de fútbol, proviene de su costumbre de hacer goles en ese momento. En Argentina una escuela de fútbol lleva su nombre y en Roma lo lleva una calle.

## Biografía
Renato Cesarini nació en Italia, pero a los pocos meses de vida se trasladó con su familia a Argentina, radicándose en Buenos Aires, donde creció y se formó futbolísticamente.
Su primer club fue el Borgata Palermo, pero debutó como jugador de primera división en el Club Chacarita Juniors, pasando luego al club Alvear de Buenos Aires y a Ferro Carril Oeste.
Integró la selección argentina debutando el 29 de mayo de 1926 y jugando dos partidos en los que convirtió un gol.

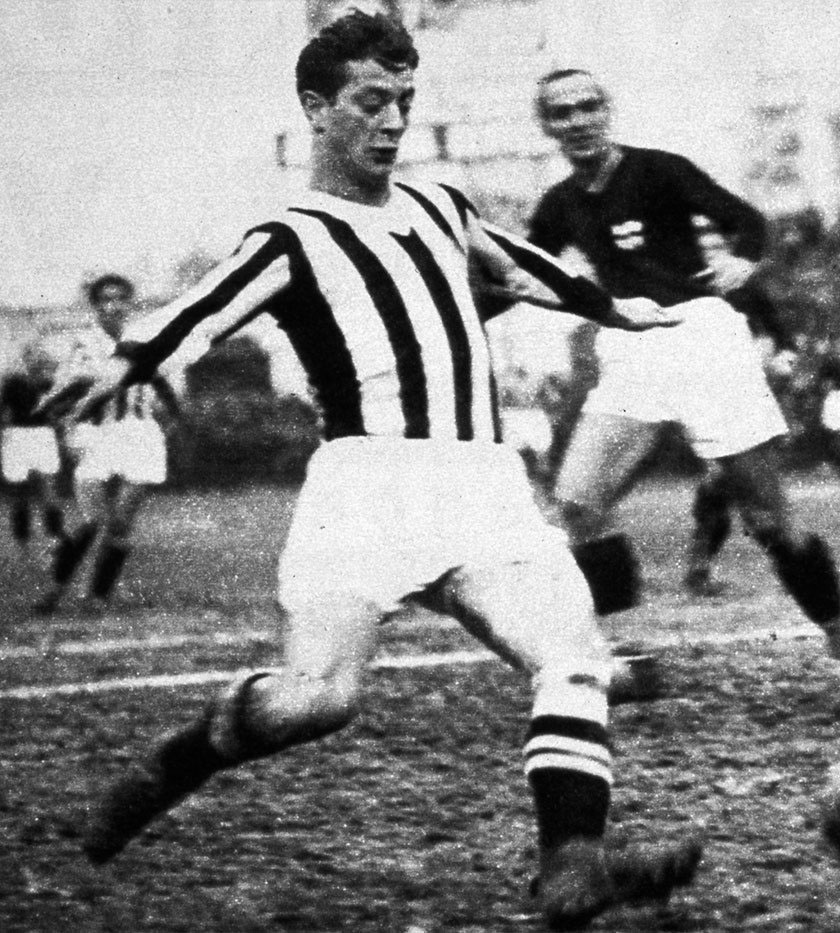
Cesarini a la Juventus en 1933

En 1930, junto con un gran éxodo de jugadores argentinos a Italia, se traslada para incorporarse a Juventus, con la que obtiene cuatro campeonatos nacionales. Integró también la selección italiana en la que debutó el 25 de enero de 1931 (Italia 5-0 Francia), jugando su último partido el 11 de febrero de 1934(Italia 2-4 Austria). En 1936 volvió a Argentina, jugando en Chacarita Juniors y River Plate, donde se retiró.
Desarrolló luego una exitosa carrera de director técnico dirigiendo entre otros a Banfield, Chacarita, River Plate, la Juventus (dos veces campeona italiana y una de Europa) y la Universidad Nacional Autònoma de México.
Como DT de River, en la década del 40, fue responsable junto a Carlos Peucelle, de "La Máquina", uno de los mejores equipos de la historia del fútbol argentino, con la que ganó los campeonatos de 1941, 1942 y 1945.
Al retornar a River, Cesarini se dedicó especialmente a formar a los futbolistas infantiles y juveniles, creando la famosa Escuela de River, conocida por su contenido moral, buena formación y dedicación, que se ha mantenido como un modelo.

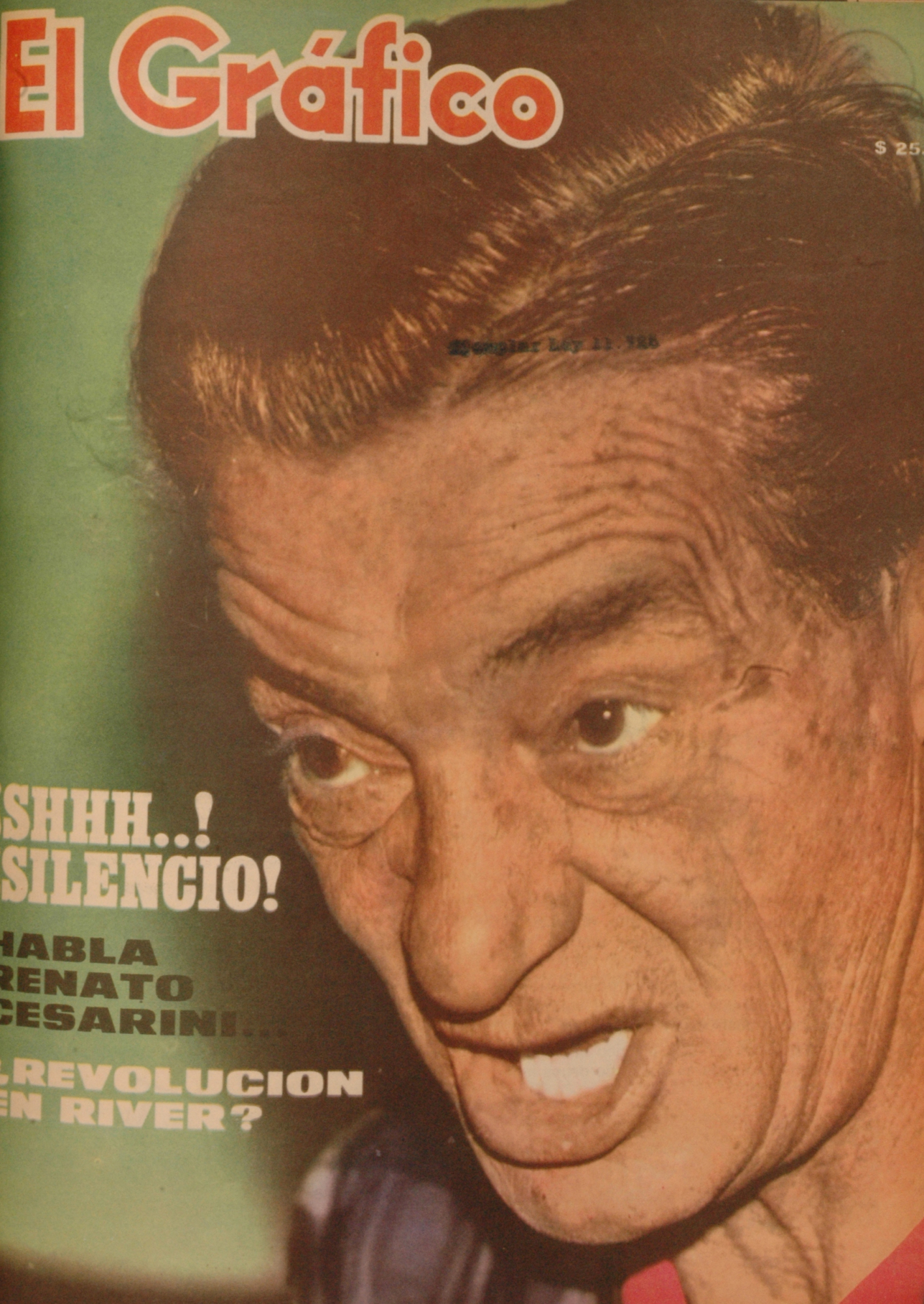
Cesarini en 1965

Una escuela-club de fútbol en Rosario, fundada por Jorge "Indio" Solari, lleva su nombre en su homenaje. De la misma han salido jugadores como Javier Mascherano, Andrés Guglielminpietro, Javier Gandolfi, Martín Pautasso y Pablo Piatti.
La famosa "zona Cesarini" se llama así en su honor debido a su habilidad para marcar goles en los últimos minutos del partido.

## Trayectoria

### Como jugador
| Club               | País      | Año       |
| ------------------ | --------- | --------- |
| Chacarita Juniors  | Argentina | 1925-1927 |
| Alvear             | Argentina | 1928      |
| Ferro Carril Oeste | Argentina | 1929      |
| Chacarita Juniors  | Argentina | 1929      |
| Juventus           | Italia    | 1929-1935 |
| Chacarita Juniors  | Argentina | 1935-1936 |
| River Plate        | Argentina | 1936-1937 |

### Como director técnico
| Club                | País      | Año       |
| ------------------- | --------- | --------- |
| River Plate         | Argentina | 1939-1944 |
| Racing Club         | Argentina | 1945      |
| Banfield            | Argentina | 1949      |
| Boca Juniors        | Argentina | 1950      |
| Pordenone Calcio    | Italia    | 1958-1959 |
| Juventus            | Italia    | 1959-1960 |
| UNAM                | México    | 1962-1965 |
| River Plate         | Argentina | 1965-1966 |
| Huracán             | Argentina | 1967      |
| Selección Argentina | Argentina | 1968      |

## Estadísticas
Datos actualizados al fin de la carrera deportiva.
| Alvear Argentina |               |               |     |     |   |    |    |     |     |      |      |
| 1.ª | 1922          | 2             | 0   | -   | - | -  | -  | 2   | 0   | 0.00 |      |
| 1.ª | 1923          | 27            | 16  | -   | - | -  | -  | 27  | 16  | 0.59 |      |
| Total club | Total club    | 29            | 16  | 0   | 0 | 0  | 0  | 29  | 16  | 0.55 |      |
| San Isidro Argentina |               |               |     |     |   |    |    |     |     |      |      |
| 1.ª | 1924-AAmF     | 3             | 1   | -   | - | -  | -  | 3   | 1   | 0.33 |      |
| Total club | Total club    | 3             | 1   | 0   | 0 | 0  | 0  | 3   | 1   | 0.33 |      |
| Chacarita Juniors Argentina |               |               |     |     |   |    |    |     |     |      |      |
| 1.ª | 1925          | 20            | 12  | 1   | 0 | -  | -  | 21  | 12  | 0.57 |      |
| 1.ª | 1926          | 14            | 10  | 2   | 2 | -  | -  | 16  | 12  | 0.75 |      |
| 1.ª | 1927          | 33            | 22  | -   | - | -  | -  | 33  | 22  | 0.67 |      |
| 1.ª | 1928          | 35            | 18  | -   | - | -  | -  | 35  | 18  | 0.51 |      |
| 1.ª | 1929          | 11            | 7   | -   | - | -  | -  | 11  | 7   | 0.63 |      |
| 1.ª | CH-1936       | 8             | 3   | -   | - | -  | -  | 8   | 3   | 0.37 |      |
| Total club | Total club    | 121           | 72  | 3   | 2 | 0  | 0  | 124 | 74  | 0.59 |      |
| Ferro Carril Oeste Argentina |               |               |     |     |   |    |    |     |     |      |      |
| 1.ª | 1925-AAmF     | 5             | 5   | 2   | 1 | -  | -  | 7   | 6   | 0.85 |      |
| 1.ª | 1926-AAmF     | 1             | 0   | -   | - | -  | -  | 1   | 0   | 0.00 |      |
| Total club | Total club    | 6             | 5   | 2   | 1 | 0  | 0  | 8   | 6   | 0.75 |      |
| Juventus · Italia |               |               |     |     |   |    |    |     |     |      |      |
| 1.ª | 1929-30       | 16            | 10  | -   | - | -  | -  | 16  | 10  | 0.62 |      |
| 1.ª | 1930-31       | 29            | 8   | -   | - | 3  | 1  | 32  | 9   | 0.28 |      |
| 1.ª | 1931-32       | 23            | 6   | -   | - | 4  | 5  | 27  | 11  | 0.40 |      |
| 1.ª | 1932-33       | 15            | 8   | -   | - | 1  | 0  | 19  | 8   | 0.42 |      |
| 1.ª | 1933-34       | 20            | 8   | -   | - | 4  | 2  | 24  | 10  | 0.41 |      |
| 1.ª | 1934-35       | 25            | 5   | -   | - | 7  | 0  | 32  | 5   | 0.15 |      |
| Total club | Total club    | 128           | 45  | 0   | 0 | 19 | 8  | 147 | 53  | 0.36 |      |
| River Plate Argentina |               |               |     |     |   |    |    |     |     |      |      |
| 1.ª | CH-1936       | 2             | 0   | -   | - | -  | -  | 2   | 0   | 0.00 |      |
| 1.ª | CC-1936       | 10            | 3   | -   | - | 1  | 0  | 11  | 3   | 0.27 |      |
| 1.ª | CO-1936       | 1             | 1   | -   | - | -  | -  | 1   | 1   | 1.00 |      |
| 1.ª | 1937          | 10            | 3   | -   | - | -  | -  | 10  | 3   | 0.30 |      |
| Total club | Total club    | 23            | 7   | 0   | 0 | 1  | 0  | 24  | 7   | 0.31 |      |
| Total carrera | Total carrera | Total carrera | 310 | 146 | 5 | 3  | 20 | 8   | 335 | 157  | 0.48 |
| (1) Incluye datos de la Copa de Competencia, Copa Estímulo. (2) Incluye datos de la Copa Mitropa, Copa Aldao. (3) No incluye goles en partidos amistosos. |               |               |     |     |   |    |    |     |     |      |      |

## Palmarés

### Como jugador

#### Campeonatos nacionales
| Título           | Equipo      | País      | Año      |
| ---------------- | ----------- | --------- | -------- |
| Serie A          | Juventus    | Italia    | 1930/31  |
| Serie A          | Juventus    | Italia    | 1931/32  |
| Serie A          | Juventus    | Italia    | 1932/33  |
| Serie A          | Juventus    | Italia    | 1933/34  |
| Serie A          | Juventus    | Italia    | 1934/35  |
| Primera División | River Plate | Argentina | 1936     |
| Primera División | River Plate | Argentina | CdO-1936 |
| Primera División | River Plate | Argentina | 1937     |

#### Copas internacionales
| Título     | Equipo      | País      | Año  |
| ---------- | ----------- | --------- | ---- |
| Copa Aldao | River Plate | Argentina | 1936 |

### Como entrenador

#### Campeonatos nacionales
| Título           | Equipo      | País      | Año     |
| ---------------- | ----------- | --------- | ------- |
| Primera División | River Plate | Argentina | 1941    |
| Copa Ibarguren   | River Plate | Argentina | 1941    |
| Copa Escobar     | River Plate | Argentina | 1941    |
| Primera División | River Plate | Argentina | 1942    |
| Copa Ibarguren   | River Plate | Argentina | 1942    |
| Serie A          | Juventus    | Italia    | 1959/60 |
| Copa Italia      | Juventus    | Italia    | 1959/60 |
| Serie A          | Juventus    | Italia    | 1960/61 |

#### Copas internacionales
| Título     | Equipo      | País      | Año  |
| ---------- | ----------- | --------- | ---- |
| Copa Aldao | River Plate | Argentina | 1941 |